# Brynwell Leckwith
Brynwell Leckwith är en lämning av en medeltida befästning i Wales. Den ligger i kommunen Vale of Glamorgan, 4 km sydväst om Cardiff.